# Viktar Janušėŭski
Viktar Janušėŭski (in bielorusso Віктар Янушэўскі?, in russo Виктор Францевич Янушевский?, Viktor Francevič Januševskij; Minsk, 23 gennaio 1960 – Berlino, 23 giugno 1992) è stato un calciatore sovietico, dal 1991 bielorusso.

## Carriera

### Club
Entrato nelle giovanili della Dinamo Minsk nel 1970 Janušeŭski riuscì a completare il proprio percorso formativo nonostante avesse subito nel corso degli anni le pressioni del CSKA Mosca, che tentò di trasferirlo nelle proprie giovanili. Dopo aver esordito in prima squadra nel 1977, Janušeŭski ottenne subito il posto di titolare, contribuendo all'ascesa della squadra in Superliga e alla vittoria del campionato nel 1982.
Nel 1989 Janušeŭski fu trasferito al CSKA Mosca, in cui giocò per due anni vincendo, nel 1991, la Coppa dell'URSS e l'ultima edizione del campionato sovietico. Al termine di quest'ultima manifestazione fu trasferito nell'Aldershot, squadra inglese con cui giocò tre mesi lamentando problemi di ambientamento. Sottoscrisse quindi un contratto di due anni con il Tennis Borussia Berlino, ma riuscì a disputare una sola stagione: il 23 giugno 1992, nel corso di una sessione di allenamento, morì a causa di un attacco cardiaco.

### Nazionale
Conta due presenze nella Nazionale sovietica, esordendo il 28 marzo 1984 in occasione di una partita contro la Germania Est. In precedenza aveva giocato 4 incontri con la Nazionale olimpica.

## Statistiche

### Presenze e reti nei club[1]
| Stagione  | Squadra      | Campionato      | Campionato | Campionato |
| Stagione  | Squadra      | Comp            | Pres       | Reti       |
| --------- | ------------ | --------------- | ---------- | ---------- |
| 1977      | Dinamo Minsk | Pervaja Liga    | 11         | -          |
| 1978      | Dinamo Minsk | Pervaja Liga    | 12         | -          |
| 1979      | Dinamo Minsk | Vyššaja Liga    | 13         | 1          |
| 1980      | Dinamo Minsk | Vyššaja Liga    | 23         | 1          |
| 1981      | Dinamo Minsk | Vyššaja Liga    | 22         | -          |
| 1982      | Dinamo Minsk | Vyššaja Liga    | 27         | -          |
| 1983      | Dinamo Minsk | Vyššaja Liga    | 30         | -          |
| 1984      | Dinamo Minsk | Vyššaja Liga    | 25         | 1          |
| 1985      | Dinamo Minsk | Vyššaja Liga    | 25         | -          |
| 1986      | Dinamo Minsk | Vyššaja Liga    | 24         | -          |
| 1987      | Dinamo Minsk | Vyššaja Liga    | 29         | -          |
| 1988      | Dinamo Minsk | Vyššaja Liga    | 18         | -          |
| 1989      | CSKA Mosca   | Pervaja Liga    | 19         | 1          |
| 1990      | CSKA Mosca   | Vyššaja Liga    | 12         | -          |
| 1991      | CSKA Mosca   | Vyššaja Liga    | 8          | -          |
| 1991      | Aldershot    | Fourth Division | 6          | 1          |
| 1991-1992 | TeBe Berlino | -               | 11         | 1          |

### Cronologia presenze e reti in nazionale
| Cronologia completa delle presenze e delle reti in nazionale ― Unione Sovietica | Cronologia completa delle presenze e delle reti in nazionale ― Unione Sovietica | Cronologia completa delle presenze e delle reti in nazionale ― Unione Sovietica | Cronologia completa delle presenze e delle reti in nazionale ― Unione Sovietica | Cronologia completa delle presenze e delle reti in nazionale ― Unione Sovietica | Cronologia completa delle presenze e delle reti in nazionale ― Unione Sovietica | Cronologia completa delle presenze e delle reti in nazionale ― Unione Sovietica | Cronologia completa delle presenze e delle reti in nazionale ― Unione Sovietica |
| Data                                                                            | Città                                                                           | In casa                                                                         | Risultato                                                                       | Ospiti                                                                          | Competizione                                                                    | Reti                                                                            | Note                                                                            |
| ------------------------------------------------------------------------------- | ------------------------------------------------------------------------------- | ------------------------------------------------------------------------------- | ------------------------------------------------------------------------------- | ------------------------------------------------------------------------------- | ------------------------------------------------------------------------------- | ------------------------------------------------------------------------------- | ------------------------------------------------------------------------------- |
| 28-3-1984                                                                       | Hannover                                                                        | Germania Ovest                                                                  | 2 – 1                                                                           | Unione Sovietica                                                                | Amichevole                                                                      | -                                                                               | 20’                                                                             |
| 15-5-1984                                                                       | Kouvola                                                                         | Finlandia                                                                       | 1 – 3                                                                           | Unione Sovietica                                                                | Amichevole                                                                      | -                                                                               |                                                                                 |
| Totale                                                                          |                                                                                 | Presenze                                                                        | 2                                                                               |                                                                                 | Reti                                                                            | 0                                                                               |                                                                                 |

## Palmarès
- Campionato sovietico: 2

Dinamo Minsk: 1982
CSKA Mosca: 1991
- Coppa dell'URSS: 1

CSKA Mosca: 1990-1991